# Wehebe Darge
Wehebe Darge (* 4. Dezember 1991 in Adelaide) ist ein australischer Eishockeyspieler, der seit 2017 bei CBR Brave in der Australian Ice Hockey League spielt.

## Karriere
Wehebe Darge begann seine Karriere als Eishockeyspieler in seiner Heimatstadt bei Adelaide Adrenaline, für die er von 2009 bis 2010 in der Australian Ice Hockey League aktiv war und mit denen er 2009 den Goodall Cup gewann. Zwischenzeitlich spielte er aber auch in Kanada bei den Harrington College Icebergs in der America East Hockey League und in den Vereinigten Staaten bei den Florida Eels in der Metropolitan Junior Hockey League. Von 2010 bis 2012 spielte er bei den Alaska Avalanche in der North America Hockey League. Von 2012 bis 2016 war aber immer wieder im Sommerhalbjahr auch für Adelaide Adrenaline aktiv, so wurde er 2016 zum wertvollsten Spieler der AIHL gewählt. Nachdem er 2013 einige Spiele bei Kuusamon Pallo-Karhut in der viertklassigen finnischen II-divisioona absolviert hatte, wechselte er noch im Herbst 2013 zu den Dayton Demonz in die Federal Hockey League, die er mit dem Klub aus Ohio 2014 gewonnen konnte. Kurz nach Beginn der Spielzeit 2014/15 wechselte er zum Ligarivalen Danville Dashers. Nachdem er die Saison 2015/16 beim IHC Leuven in der niederländisch-belgischen BeNe League verbracht hatte, wechselte er zu den Peterborough Phantoms in die English Premier Ice Hockey League. 2017/18 spielte er beim Hockey Club de Caen in der französischen Division 1, der zweithöchsten Spielklasse des Landes. In der Sommersaison spielt er in Australien seit 2017 für CBR Brave, mit dem er 2018 den Goodall Cup sowie 2018 und 2019 auch die H. Newman Reid Trophy als Hauptrundensieger gewann.

### International
Für Australien nahm Darge im Juniorenbereich an der U18-Junioren-Weltmeisterschaft der Division III 2009 sowie der U20-Junioren-Weltmeisterschaft der Division II 2011 teil. Bei der U18-WM 2009 gelang ihm mit seiner Mannschaft der Aufstieg in die Division II, wozu er mit seinen Offensivqualitäten maßgeblich beitrug. Er wurde bei dem Turnier als bester Stürmer ausgezeichnet und hatte jeweils die meisten Tore und Scorerpunkte erzielt. Zudem verzeichnete er die beste Plus-Minus-Bilanz des Turniers.
Im Herrenbereich stand er im Aufgebot seines Landes bei den Weltmeisterschaften der Division II 2010, als er zum besten Spieler seiner Mannschaft gewählt wurde, 2013, 2015, 2016, als er als Torschützenkönig und bester Vorbereiter auch Topscorer des Turniers war und daneben auch die beste Plus/Minus-Bilanz des Turniers aufwies und so folgerichtig auch zum besten Spieler seiner Mannschaft gewählt wurde, 2017, 2018 und 2019.

## Erfolge und Auszeichnungen
- 2009 Goodall-Cup-Gewinn mit Adelaide Adrenaline
- 2009 Aufstieg in die Division II bei der U18-Weltmeisterschaft der Division III, Gruppe A
- 2009 Bester Stürmer bei der U18-Weltmeisterschaft der Division III, Gruppe A
- 2009 Bester Scorer bei der U18-Weltmeisterschaft der Division III, Gruppe A
- 2009 Bester Torschütze bei der U18-Weltmeisterschaft der Division III, Gruppe A
- 2009 Beste Plus/Minus-Bilanz bei der U18-Weltmeisterschaft der Division III, Gruppe A
- 2014 Gewinn der Federal Hockey League mit den Dayton Demonz
- 2016 Aufstieg in die Division II, Gruppe A, bei der Weltmeisterschaft der Division II, Gruppe B
- 2016 Topscorer, Torschützenkönig, bester Vorbereiter und beste Plus/Minus-Bilanz bei der Weltmeisterschaft der Division II, Gruppe B
- 2016 Wertvollster Spieler der Australian Ice Hockey League
- 2018 Goodall-Cup-Gewinn und Gewinn der H. Newman Reid Trophy mit CBR Brave
- 2019 Gewinn der H. Newman Reid Trophy mit CBR Brave